# Versäumnisurteil

Vollstreckbare Ausfertigung eines Versäumnisurteils (Amtsgericht)

Das Versäumnisurteil oder Säumnisurteil ist im deutschen Zivilprozessrecht eine gerichtliche Entscheidung, die gegen eine Partei ergehen kann, die sich im Prozess säumig verhält. Säumig ist insbesondere, wer zu einer mündlichen Verhandlung unentschuldigt nicht erscheint, sich in einer streitigen Verhandlung nicht zur Sache einlässt. Ein Beklagter kann sich überdies säumig verhalten, indem er dem Gericht nicht rechtzeitig anzeigt, sich gegen eine Klage verteidigen zu wollen.  
Liegt ein Fall der Säumnis vor, kann die nicht-säumige Partei vor Gericht den Erlass eines Versäumnisurteils beantragen. Voraussetzungen und Wirkungen eines solchen unterscheiden sich danach, ob sich das Urteil gegen den Kläger oder den Beklagten richtet. In beiden Konstellationen gilt, dass das Versäumnisurteil für die säumige Partei mit beachtlichen prozessualen Nachteilen verbunden ist. 
Der Gesetzgeber schuf das Versäumnisurteil, um zu verhindern, dass Parteien den Prozess verzögern, indem sie Prozesshandlungen unterlassen. Damit stärkt dieses Urteil die Effektivität des Rechtsschutzes. Da ein Versäumnisurteil nur ergeht, wenn der Säumige die Möglichkeit hatte, am Prozess teilzunehmen, wird dessen Anspruch auf rechtliches Gehör (Art. 103 GG) zwar beeinträchtigt, allerdings nicht verletzt.
In vielen anderen Rechtsordnungen finden sich Figuren, die dem deutschen Versäumnisurteil ähneln. So verhält es sich etwa im österreichischen Zivilverfahrensrecht mit dem Versäumungsurteil und im Schweizer Prozessrecht mit dem Säumnisverfahren.

## Entstehungsgeschichte
Die Vereinfachungsnovelle von 1976 ergänzte das Recht des Versäumnisurteils um die Möglichkeit, ein solches Urteil im schriftlichen Vorverfahren zu erwirken.

## Säumnis

### Säumnis in der  mündlichen Verhandlung
Ein Versäumnisurteil droht einer Partei, die sich im Prozess säumig verhält. Säumig verhält sich insbesondere, wer trotz ordnungsgemäßer Terminierung und Ladung nicht zur mündlichen Verhandlung erscheint. Nach § 333 ZPO steht es dem Nichterscheinen gleich, wenn eine Partei zwar erscheint, allerdings nicht zur Sache verhandelt. Im Grundsatz kommt es für das Vorliegen von Säumnis auf die Person des Klägers bzw. Beklagten an. Etwas anderes gilt indes in Prozessen, in denen Anwaltszwang besteht. Gemäß § 78 Abs. 1 ZPO trifft dies auf Verfahren vor Landgerichten, Oberlandesgerichten und dem Bundesgerichtshof zu. Dort hängt das Vorliegen von Säumnis vom Verhalten des Anwalts der jeweiligen Partei ab: Tritt eine Partei ohne Anwalt auf oder verhandelt dieser nicht zur Sache, gilt sie als säumig.
Ausnahmsweise kann die abwesende Partei den Vorwurf der Säumnis abwenden, indem sie sich durch eine andere Partei vertreten lässt. Möglich ist dies gemäß § 62 ZPO im Rahmen der notwendigen Streitgenossenschaft. Eine solche liegt vor, wenn die Entscheidung des Gerichts aus rechtlichen Gründen lediglich einheitlich gegenüber allen Streitgenossen ergehen kann. Dies trifft beispielsweise auf gesellschaftsrechtliche Auflösungsklagen zu, die nur einheitlich gegenüber allen Gesellschaftern ergehen können. Gegen notwendige Streitgenossen kann ein Versäumnisurteil aufgrund der wechselseitigen Vertretungsmöglichkeit nur ergehen, wenn alle Streitgenossen säumig sind.
Nach Auffassung der Rechtsprechung ist eine Säumnis ebenfalls ausgeschlossen, wenn eine Person dem Abwesenden im Prozess beitritt, an dessen Stelle erscheint und zur Sache verhandelt. Diese Person bezeichnet die ZPO als Nebenintervenienten.

### Säumnis im schriftlichen Vorverfahren
Gemäß § 331 Abs. 3 ZPO ist eine Säumnis ferner im schriftlichen Vorverfahren möglich. Dieses Verfahren dient der Vorbereitung der Hauptverhandlung in erster Instanz. Das Gericht ordnet gemäß § 276 Abs. 1 ZPO ein schriftliches Vorverfahren an, wenn es keinen frühen ersten Termin zur mündlichen Verhandlung bestimmt. Hierdurch soll vermieden werden, dass Verhandlungen für Prozesse anberaumt werden, in denen der Beklagte sich nicht verteidigen will; gefördert wird durch das Vorverfahren also die Effizienz des Rechtsschutzsystems.
Im Vorverfahren fordert das Gericht den Beklagten zu Beginn des Prozesses dazu auf, seine Bereitschaft zur Verteidigung gegen die Klage anzuzeigen. Kommt der Beklagte dem innerhalb von zwei Wochen ab Zustellung der Klage nicht nach, gilt er als säumig.
Der Beklagte kann seine Verteidigungsanzeige zurücknehmen. Alleine aus einem konkludenten Verhalten – wie etwa dem Unterbleiben einer Klageerwiderung – darf eine solche Rücknahme nicht gefolgert werden. Hat der Beklagte einmal seine Verteidigungsbereitschaft angezeigt und diese Anzeige nicht ohne jeden Zweifel zurückgenommen, wirkt die Anzeige fort.

## Versäumnisurteil gegen den Beklagten

### Auswirkungen der Säumnis auf den Prozess
Der praktisch bedeutendste Anwendungsfall des Versäumnisurteils ist die Säumnis des Beklagten. Dieser Fall ist in § 331 ZPO geregelt, der die Säumnis mit einer Geständnisfiktion sanktioniert. Ist der Beklagte säumig, nimmt er sich die Möglichkeit, den Sachvortrag des Klägers anzugreifen. Insbesondere kann er dessen Tatsachenbehauptungen nicht bestreiten. Tatsachen, die nicht bestritten werden, gelten im Zivilprozess gemäß § 138 Abs. 3 ZPO als wahr. Im Fall der Säumnis betrachtet das Gericht daher dem gesamten Sachvortrag des Klägers als zutreffend, ohne dass dieser Beweis erbringen muss. Dies gilt auch in Fällen, in denen der Beklagte in einer früheren Verhandlung das Klägervorbringen bestritten hat. Ihre Grenze findet diese Geständnisfiktion lediglich in offensichtlich unwahren Behauptungen des Klägers. Damit steigert die Geständnisfiktion das Risiko des Beklagten, gemäß dem Antrag des Klägers verurteilt zu werden, erheblich.
Ergeht gegen den Beklagten ein Versäumnisurteil, handelt es sich hierbei um ein vollwertiges Endurteil, das gemäß § 708 Nr. 2 ZPO ohne Sicherheitsleistung vorläufig vollstreckbar ist.

### Voraussetzungen des Versäumnisurteils in der mündlichen Verhandlung

#### Antrag des Klägers
Damit in der mündlichen Verhandlung ein Versäumnisurteil gegen den Beklagten ergehen kann, bedarf es zunächst eines entsprechenden Antrags des Klägers. Umstritten ist, ob es sich hierbei um einen eigenständigen Antrag handeln muss, der sich ausdrücklich auf den Erlass eines Versäumnisurteils richtet, oder ob sich bereits der Klageantrag als Antrag auf Erlass eines Versäumnisurteils deuten lässt. Aufgrund der richterlichen Pflicht zur Prozessleitung gemäß § 139 ZPO, die die Gerichte dazu auffordert, den Kläger bei der korrekten Stellung des Antrags zu unterstützen, besitzt dieser Streit jedoch geringe praktische Relevanz. In aller Regel beantragt der Kläger bereits in der Klageschrift ausdrücklich den Erlass des Versäumnisurteils.

#### Sachentscheidungsvoraussetzungen
Weil das Versäumnisurteil einen Rechtsstreit in der Sache entscheidet, kann es nur ergehen, wenn die Sachentscheidungsvoraussetzungen der Klage gegeben sind. Daher prüft das angerufene Gericht insbesondere, ob es sachlich und örtlich für den Rechtsstreit zuständig ist.
Fehlt es an einer Sachentscheidungsvoraussetzung, ist die Klage unzulässig. In diesem Fall ergeht anstelle eines stattgebenden Versäumnisurteils ein abweisendes Prozessurteil zum Nachteil des Klägers. Da die Säumnis des Beklagten für dieses Prozessurteil nicht von Bedeutung ist, wird es als unechtes Versäumnisurteil bezeichnet. Kann das Gericht nicht klären, ob es an einer Sachentscheidungsvoraussetzung fehlt, weist es den Antrag auf Erlass des Versäumnisurteils gemäß § 335 Abs. 1 Nr. 1 ZPO zurück.

#### Schlüssigkeit der Klage
Schließlich muss die Klage schlüssig sein. Dies trifft zu, wenn der Kläger alle Tatsachen vorträgt, welche die Begründetheit seiner Klage erfordert. Sofern der Kläger beispielsweise auf Schadensersatz klagt, gibt das Gericht seinem Antrag statt, wenn sich aus seinem Vortrag ergibt, dass die Tatbestandsvoraussetzungen eines Schadensersatzanspruchs vorliegen. Fehlt es hieran, ist die Klage unschlüssig. Gleiches gilt, wenn der Kläger zwar die Anspruchsvoraussetzungen vorträgt, sich aus seinem Antrag allerdings auch ergibt, dass der Anspruch erloschen oder nicht durchsetzbar ist, etwa aufgrund von Verjährung (§ 214 Abs. 1 BGB).
Erweist sich die Klage in der mündlichen Verhandlung als unschlüssig, weist das Gericht die Klage als unbegründet zurück. Da auch diese Entscheidung unabhängig von der Säumnis des Beklagten ergeht, handelt es sich um ein unechtes Versäumnisurteil. Bevor es hierzu kommt, weist das Gericht den Kläger indes im Regelfall gemäß § 139 Abs. 2 ZPO hierauf hin, damit dieser seinen Vortrag ergänzen kann. Fehlt es im schriftlichen Vorverfahren an der Zulässigkeit und Schlüssigkeit der Klage, beraumt das Gericht eine mündliche Verhandlung an.

#### Ausschluss des Versäumnisurteils
§ 335, § 337 ZPO beschreiben mehrere Fallkonstellationen, in denen unabhängig vom Vorliegen der genannten Voraussetzungen kein Versäumnisurteil ergehen kann. Diese Konstellationen zeichnen sich überwiegend dadurch aus, dass den Beklagten kein Verschulden hinsichtlich der Säumnis trifft.
§ 335 ZPO normiert fünf unterschiedliche Fallkonstellationen, in denen der Antrag auf Erlass eines Versäumnisurteils als unzulässig zurückgewiesen wird. Gemäß § 335 Abs. 1 Nr. 2 ZPO trifft dies beispielsweise zu, wenn der säumige Beklagte nicht ordnungsgemäß durch das Gericht geladen worden ist. Weiterhin ist ein Versäumnisurteil gemäß § 335 Abs. 1 Nr. 3 ZPO ausgeschlossen, wenn eine Behauptung des Klägers der untätigen Partei nicht rechtzeitig mittels eines Schriftsatzes mitgeteilt worden ist. Gemäß § 335 Abs. 1 Nr. 4 ZPO schließen weiterhin bestimmte formelle Fehler im schriftlichen Vorverfahren den Erlass eines Versäumnisurteils aus.
Gemäß § 337 Satz 1 ZPO kann ein Versäumnisurteil schließlich nicht ergehen, wenn der untätigen Partei ihre Untätigkeit nicht vorgeworfen werden kann. Dies trifft zu, wenn entweder die Einlassungs- oder Ladungsfrist zu kurz bemessen worden ist oder die säumige Partei ohne ihr Verschulden am Erscheinen gehindert ist. Schuldhaft ist die Säumnis beispielsweise, wenn die Partei Reisezeiten fahrlässig falsch kalkuliert oder bei absehbarem Nichterscheinen das Gericht hierüber nicht informiert. Sofern sich eine Partei durch einen Anwalt vertreten lässt, dieser jedoch nicht zur Verhandlung erscheint, muss sie sich dessen Verschulden nach § 85 Abs. 2 ZPO zurechnen lassen. Nicht zugerechnet wird der Partei demgegenüber das Verschulden von Erfüllungsgehilfen des Anwalts, etwa dessen Büropersonal. Sofern dieses für das Nichterscheinen des Anwalts im Prozess verantwortlich ist, liegt daher keine Säumnis der Partei vor. Liegt ein Fall des § 337 Satz 1 ZPO vor, vertagt das Gericht die Verhandlung über den Antrag auf Erlass des Versäumnisurteils oder einer Entscheidung nach Lage der Akten von Amts wegen, sofern es um den Fall weiß oder dieser offenkundig ist. Kann das Gericht nicht erkennen, dass die Untätigkeit des Betroffenen nicht vorwerfbar ist, erlässt es ein Versäumnisurteil.
Geht der Antragsteller davon aus, dass sein Antrag auf Erlass eines Versäumnisurteils zu Unrecht zurückgewiesen worden ist, kann er hiergegen gemäß § 336 ZPO sofortige Beschwerde einlegen. Diese muss gemäß § 569 Abs. 1 Satz 1 ZPO innerhalb von zwei Wochen ab Verkündung der Zurückweisung eingelegt werden.

### Form und Inhalt des Versäumnisurteils
Das Versäumnisurteil besteht aus Rubrum und Tenor. Im Rubrum wird es ausdrücklich als solches bezeichnet. Das Versäumnisurteil muss gemäß § 313b ZPO grundsätzlich weder einen Tatbestand noch Entscheidungsgründe enthalten. Eine Ausnahme gilt lediglich dann, wenn die Vollstreckung voraussichtlich im Ausland zu erfolgen hat. Dann müssen auch Tatbestand und Entscheidungsgründe angefügt werden, weil nicht mit einer Begründung versehene Entscheidungen von den ausländischen Autoritäten sehr häufig nicht als Vollstreckungsgrundlage anerkannt werden. Ein Versäumnisurteil muss schließlich gemäß § 232 S. 1 ZPO und § 59 S. 3 ArbGG eine Rechtsbehelfsbelehrung über die Statthaftigkeit eines Einspruchs enthalten.
Das unechte Versäumnisurteil weist inhaltlich demgegenüber keine Besonderheiten zu regulären Endurteilen auf, da es unabhängig von der Säumnis ergeht.

## Versäumnisurteil gegen den Kläger
Erscheint der Kläger trotz ordnungsgemäßer Ladung nicht zur mündlichen Verhandlung oder verhandelt er nicht zur Sache, kann der Beklagte nach § 330 ZPO beantragen, dass die Klage abgewiesen wird. Ein echtes Versäumnisurteil, das das Begehren des Klägers in der Sache abweist, setzt voraus, dass die Sachentscheidungsvoraussetzungen der Klage vorliegen. Dies ist vom Beklagten zu beweisen, der durch ein Urteil in der Sache den Vorteil hätte, dass weitere Klagen in derselben Streitsache unzulässig wären. Führt er diesen Beweis nicht, ergeht ein abweisendes Prozessurteil.

## Rechtsbehelfe gegen das Versäumnisurteil

### Einspruch

#### Voraussetzungen
Das echte Versäumnisurteil kann von der verurteilten Partei gemäß § 338 ZPO mit dem Rechtsbehelf des Einspruchs angegriffen werden. Der Einspruch wird gemäß § 339 ZPO binnen zwei Wochen seit Zustellung des Versäumnisurteils bei dem Gericht, dessen Entscheidung angefochten wird, dem iudex a quo, eingelegt. Hierbei handelt es sich um eine Notfrist. In Verfahren der Arbeitsgerichtsbarkeit beträgt diese Frist gemäß § 59 Satz 1 des Arbeitsgerichtsgesetzes lediglich eine Woche. Der Einspruch wird gemäß § 340 Abs. 1 ZPO durch Einreichen eines Schriftsatzes eingelegt, der das angegriffene Versäumnisurteil nennt und den Einspruch erklärt. Darüber hinaus soll er die Gründe nennen, die den Einspruch gegen das Urteil tragen. Demnach soll die Einspruchsbegründung innerhalb der Einspruchsfrist erfolgen. Erfolgt sie später, wird der Einspruchsführer mit seinem Vortrag vor Gericht nicht gehört, sofern der Rechtsstreit andernfalls verzögert würde. Dies folgt aus § 340 Abs. 3 Satz 3 ZPO, der auf die Präklusionsvorschrift § 296 ZPO verweist.
Die Zulässigkeit des Einspruchs wird gemäß § 341 Abs. 1 Satz 1 ZPO durch das Gericht von Amts wegen geprüft. Ist eine der genannten Voraussetzungen nicht erfüllt, wird der Einspruch nach § 341 Abs. 1 Satz 2 ZPO als unzulässig verworfen. Infolgedessen bleibt das angegriffene Versäumnisurteil bestehen. Die Verwerfung des Einspruchs erfolgt gemäß § 341 Abs. 2 ZPO in Form eines Verwerfungsurteils. Dieses kann gemäß § 341 Abs. 2 ZPO auch ohne mündliche Verhandlung ergehen. Es stellt ein kontradiktorisches Urteil dar, gegen das die Berufung statthaft ist. Ein Verwerfungsurteil ergeht auch, wenn erst in der mündlichen Verhandlung die Unzulässigkeit des Einspruchs festgestellt wird, oder falls der Einspruchsgegner im Termin zur mündlichen Verhandlung säumig ist. Im letztgenannten Fall bezeichnet die Rechtswissenschaft das Verwerfungsurteil als unechtes Versäumnisurteil.

#### Rechtswirkung
Ein zulässiger Einspruch versetzt den Rechtsstreit gemäß § 342 ZPO in den Stand zurück, der vor der Säumnis bestand. Somit wird der Prozess an dem Gericht fortgeführt, an dem die Klage eingereicht wurde, als wäre der Verurteilte zu keinem Zeitpunkt säumig gewesen. Daher führt der Einspruch zur Anberaumung eines neuen Termins zur mündlichen Verhandlung durch das Gericht, der gemäß § 341a ZPO als Einspruchstermin bezeichnet wird. In dessen Rahmen prüft das Gericht Zulässigkeit und Begründetheit der Klage. Soweit die im Versäumnisurteil getroffene Entscheidung mit der nach dem Einspruch zu treffenden Entscheidung übereinstimmt, bleibt sie gemäß § 343 ZPO bestehen, andernfalls wird sie aufgehoben und es wird neu in der Sache entschieden. Auch wenn der Einspruchsführer gegen den Einspruchsgegner hierbei obsiegt, trägt er gemäß § 344 ZPO die Kosten, die durch seine Säumnis verursacht wurden.
Die Funktionsweise des Einspruchs kann von den Parteien zur Flucht in die Säumnis genutzt werden. Hierbei handelt es sich um ein taktisches prozessuales Verhalten: Ein Beklagter, der auf eine Klage nicht fristgerecht erwidert, läuft Gefahr, mit seinem künftigen Vorbringen gemäß § 296 ZPO nicht mehr gehört zu werden, weil dieses verspätet erfolgt und den Prozess verzögern könnte. Indem sich der Beklagte nun säumig verhält, provoziert er, dass ein Versäumnisurteil gegen ihn ergeht. Legt er gegen dieses Versäumnisurteil anschließend Einspruch ein, kann er im Rahmen der Einspruchsbegründung auch das bisher verspätete Vorbringen nachholen und zum Gegenstand seiner Rechtsverteidigung machen. Da gemäß § 341a ZPO ohnehin eine neue Verhandlung anberaumt werden muss, in der eine erneute Beweisaufnahme durchgeführt werden kann, besteht eine Verzögerungsgefahr nicht, sofern innerhalb dieser Verhandlung über das nachträgliche Vorbringen entschieden werden kann. Ein derartiges Vorgehen birgt für den Säumigen mehrere Risiken: Zum einen muss er auch dann, wenn er nach eingelegtem Einspruch in der Hauptsache obsiegt, nach § 344 ZPO die Kosten der Säumnis tragen. Zum anderen erhält die Partei, die das Versäumnisurteil beantragt, mit diesem Urteil einen gemäß § 708 Nummer 2 ZPO ohne Sicherheitsleistung vorläufig vollstreckbaren Titel.

### Berufung
Ist der Einspruchsführer nach einem zulässigen Einspruch im Einspruchstermin erneut säumig, so ergeht gegen ihn gemäß § 345 ZPO ein zweites Versäumnisurteil, durch das der Einspruch verworfen wird. Gegen dieses Versäumnisurteil kann ein Einspruch nicht erhoben werden. Gemäß § 514 Abs. 2 ZPO kann es jedoch, anders als das erste Versäumnisurteil, in beschränktem Umfang mit der Berufung angegriffen werden. Dieses Rechtsmittel ist statthaft, wenn der Berufungsführer geltend macht, dass im zweiten Urteil keine schuldhafte Säumnis vorlag.
Ein zweites Versäumnisurteil setzt voraus, dass der Einspruchsführer nach erfolgreichem Einspruch säumig ist. Ob vor Erlass eines zweiten Versäumnisurteils auch eine Prüfung der Gesetzmäßigkeit des ersten Versäumnisurteils zu erfolgen hat, ist in der Rechtswissenschaft umstritten. Einige Rechtswissenschaftler führen an, der Verurteilte müsse durch die Berufung auch das erste Versäumnisurteil angreifen können, wenn dieses zu Unrecht erging. Nach vorherrschender Auffassung, die auch von der Rechtsprechung geteilt wird, ist dies allerdings im Umkehrschluss zu § 700 Abs. 6 ZPO zu verneinen: Diese Vorschrift sieht eine entsprechende Prüfung für den Vollstreckungsbescheid ausdrücklich vor, weswegen sich der Gesetzgeber bewusst dagegen entschieden habe, eine solche Prüfung auch im Fall des zweiten Versäumnisurteils durchführen zu lassen. Außerdem sei derjenige, gegen den ein erstes Versäumnisurteil ergeht, bereits hinreichend durch die Möglichkeit des Einspruchs geschützt.
Die Säumnis des Berufungsbeklagten hat zur Folge, dass das zulässige tatsächliche Vorbringen des Berufungsklägers als zugestanden gilt. Soweit es der Berufungsantrag rechtfertigt, erkennt das Gericht nach dem Antrag. Soweit dies nicht der Fall ist, weist es die Berufung zurück. Ist der Berufungskläger säumig, wird seine Berufung ohne Sachprüfung durch Versäumnisurteil, gegen das der Einspruch nach § 338 ZPO möglich ist, zurückgewiesen. Entsprechendes gilt für die Säumnis im Revisionsverfahren.
Ergeht gegen den Einspruchsführer nicht im Einspruchstermin, sondern in einem späteren Verhandlungstermin ein weiteres Versäumnisurteil wegen erneuter Säumnis, handelt es sich hierbei nicht um ein zweites Versäumnisurteil gemäß § 345 ZPO, sondern um ein erstes gemäß §§ 330, 331 ZPO.

### Revision
Erging das zweite Versäumnisurteil in der Berufungsinstanz, ist gegen das zweite Versäumnisurteil die Revision statthaft, und zwar in diesem Fall ohne die Notwendigkeit der Zulassung der Revision und ohne Berücksichtigung der Wertgrenze für Revisionen im Zivilprozess (§ 565 ZPO i. V. m. § 514 Abs. 2 ZPO). Gleiches gilt vor dem Oberlandesgericht als Eingangsinstanz im Verfahren um Entschädigung wegen unangemessener Verfahrensdauer (nach §§ 198 ff. GVG).

## Entscheidung nach Aktenlage
Alternativ zum Versäumnisurteil kann die Partei, die zum Prozess erscheint, gemäß § 331a ZPO eine Entscheidung nach Aktenlage beantragen. Hierbei entscheidet das Gericht anhand der Tatsachen, die ihm durch die Parteien während des Verfahrens mitgeteilt wurden. Der Vorteil der Entscheidung nach Aktenlage liegt aus Sicht des Antragstellers darin, dass das hierbei ergehende Urteil anders als das Versäumnisurteil nicht mit einem Einspruch angegriffen werden kann.

## Säumnis beider
(2) Ein Urteil nach Lage der Akten darf nur ergehen, wenn in einem früheren Termin mündlich verhandelt worden ist. Es darf frühestens in zwei Wochen verkündet werden. Das Gericht hat der nicht erschienenen Partei den Verkündungstermin formlos mitzuteilen. Es bestimmt neuen Termin zur mündlichen Verhandlung, wenn die Partei dies spätestens am siebenten Tag vor dem zur Verkündung bestimmten Termin beantragt und glaubhaft macht, dass sie ohne ihr Verschulden ausgeblieben ist und die Verlegung des Termins nicht rechtzeitig beantragen konnte.
Sind beide Parteien in einer mündlichen Verhandlung säumig, kann das Gericht gemäß § 251a Abs. 1, 2 ZPO eine Entscheidung nach Aktenlage treffen, den Termin nach § 251a Abs. 2 Satz 4 ZPO vertagen oder gemäß § 251a Abs. 3 ZPO das Ruhen des Verfahrens anordnen. Durch diese Bestimmung soll der Prozess beschleunigt werden.